# غوست إن ذا شيل: عقدة مستقلين
غوست إن ذا شيل: عقدة مستقلين، هو مسلسل أنمي ياباني من إنتاج برودكشن آي جي، مقتبس من مانغا غوست إن ذا شيل للمانغاكا ماساموني شيرو. واخراج كينجي كامياما، وهاجيمي شيمومورا صمم الشخصيات، والموسيقى من يوكو كانو. تم عرض الموسم الأول من تشرين الأول 2002 حتى تشرين الأول 2003 وحصل على مراجعات ايجابية من النقاد. بينما الموسم الثاني عرض من كانون الثاني 2004 حتى كانون الثاني 2005. يركز المسلسل على أعضاء القسم التاسع في الأمن العام، وهم يحققون في قضايا الجرائم الالكترونية والإرهاب.

## القصة
تقع احداث المسلسل في عام 2030، حيث تحول معضم البشر إلى سايبورغ بواسطة جراحة ترقيعية لاجسامهم. تقع الاحداث في مدينة نيهاما، حيث يعمل أعضاء القسم التاسع في الأمن العام الذي اسسه ضابط عسكري ومحقق سابق، وهم يحققون في قضايا الجرائم الالكترونية والإرهاب. يركز الموسم الأول على حادثة «الرجل الضاحك»، والموسم الثاني يركز على حادثة انتحار «الاحدى عشر المستقلون».

## الشخصيات
- موتوكو كوساناغي (باليابانية: 草薙 素子)

مؤدية الصوت: أتسوكو تاناكا.
- باتو (باليابانية: バトー)

مؤدي الصوت: أكيو أوتسوكا.
- توغوسا (باليابانية: トグサ)

مؤدي الصوت: كويتشي ياماديرا.
- دايسكي اراماكي (باليابانية: 荒巻 大輔)

مؤدي الصوت: تاميو أوكي.
- اشيكاوا (باليابانية: イシカワ)

مؤدي الصوت: يوتاكا ناكانو.
- سايتو (باليابانية: サイトー)

مؤدي الصوت: تورو أوكاوا.

## روابط خارجية
- غوست إن ذا شيل: عقدة مستقلين على موقع IMDb (الإنجليزية)
- غوست إن ذا شيل: عقدة مستقلين على موقع نتفليكس (الإنجليزية)
- غوست إن ذا شيل: عقدة مستقلين على موقع فيلمافينيتي (الإسبانية)
- غوست إن ذا شيل: عقدة مستقلين على موقع كينوبويسك (الروسية)
- غوست إن ذا شيل: عقدة مستقلين على موقع قاعدة بيانات الفيلم (الإنجليزية)
- غوست إن ذا شيل: عقدة مستقلين على موقع ANN anime (الإنجليزية)